# Бледо-различкова плава боја
Бледо-различкова плава (#ABCDEF)
Различак плава, азурна нијанса је нијанса светлоплаве са релативно малио зелене у односу на плаву. Ова боја је била један од миљеника холандског сликара Јоханеса Вермера, остале су жуте боје.
Различак је међу неколико „плави“ цветова које су заиста плави, већина „плавог“ цвећа буде тамније плаво-љубичасто.